# Tiger-Cats de Hamilton
Les Tiger-Cats de Hamilton sont une équipe professionnelle de football canadien basée à Hamilton en Ontario et évoluant dans la Ligue canadienne de football. Ils ont été fondés en 1950 par la fusion de deux clubs de la même ville, les Tigers et les Wildcats. Ils ont gagné la coupe Grey huit fois en 22 participations, la plus récente en 1999, ce qui en fait l'équipe avec la plus longue disette courante.

## Histoire
Les Tiger-Cats sont fondés le 31 janvier 1950 par la fusion des deux principales équipes de la ville, les Tigers de Hamilton, dont l'histoire remonte à 1869, et les Wildcats de Hamilton, une équipe beaucoup plus récente puisqu'elle a été fondée en 1941,. Les Tigers, après avoir été longtemps membres de la Interprovincial Rugby Football Union, jouent alors dans la Ontario Rugby Football Union, un circuit inférieur, alors que les Wildcats ont pris la place des Tigers dans la IRFU en 1948, mais y ont de grandes difficultés sportives, n'ayant remporté qu'un match en deux saisons. Le premier entraîneur et directeur-général de la nouvelle équipe est Carl Voyles (en), qui restera en poste jusqu'en 1955. 

### Dynastie (1950-1967)
Les Tiger-Cats finissent en tête de la IRFU à leur saison inaugurale, mais se heurtent aux Argonauts de Toronto en finale. Ils terminent en fait soit premiers, soit deuxièmes des quatre équipes de la IRFU (puis de la Conférence de l'Est de la LCF à partir de 1960) lors de 17 de leurs 18 premières saisons, et se rendent au match de la coupe Grey à dix reprises durant cette période, remportant la coupe cinq fois. Les six premières de ces occasions sont toutes contre la même équipe, les Blue Bombers de Winnipeg. Les Tiger-Cats des premières années étaient considérés comme une équipe « dure », caractéristique qui allait bien avec la ville de Hamilton, appelée la « ville de l'acier ». En 1951, l'équipe innove en acquérant Bernie Custis (en), le premier quart-arrière noir de l'ère moderne du football nord-américain.
Le premier fait d'armes important des Tiger-Cats survient en 1953 avec leur première coupe Grey, gagnée 12 à 6 sur les Blue Bombers de Winnipeg. En 1957, ils répètent l'exploit, cette fois sous l'entraîneur Jim Trimble (en) et avec le quart-arrière vedette Bernie Faloney (en), dans une victoire de 32-7. Les deux années suivantes, Hamilton remporte encore le championnat de la IRFU pour se rendre à la coupe Grey, mais Winnipeg les bat les deux fois. Après une saison décevante en 1960, les Tiger-Cats reviennent en force en 1961 et 1962, toujours avec Trimble et Faloney, et participent aux deux finales de la coupe Grey, mais trouvent encore les Blue Bombers sur leur chemin. 
En 1963, Ralph Sazio (en), un ancien joueur de l'équipe, remplace Trimble comme entraîneur-chef, mais Faloney est toujours au poste de quart, et les Tiger-Cats renouent avec le championnat en battant les Lions de la Colombie-Britannique 21-10. Les Lions leur rendent cependant la politesse en les défaisant 34 à 24 l'année suivante. Outre Faloney, l'attaque des Tiger-Cats est menée par Hal Patterson, Tommy Grant (en) et le joueur de ligne Ellison Kelly (en), alors que la défense est dirigée par une paire de « durs » typiques des Ticats, John Barrow (en) et Angelo Mosca (en).
Les Tiger-Cats remportent encore deux coupes Grey en 1965 et 1967 malgré le départ de Bernie Faloney. En 1965 ils n'ont pas de grande vedette offensive, mais possèdent la meilleure défensive de la ligue avec seulement 153 points accordés. Une des vedettes en défense est le demi défensif Garney Henley (en), qui reste 16 saisons avec l'équipe et joue aussi comme receveur de passes. 

### 1968-1979
Après cette longue période fructueuse, les Tiger-Cats entrent dans une période de douze ans où les succès sont moins nombreux. Ils ne gagnent qu'une fois la coupe Grey durant cette douzaine de saisons, soit en 1972 quand ils dominent la ligue avec 11 victoires contre trois défaites. Le quart-arrière Chuck Ealey (en) est la vedette de l'équipe lors de cette saison, alors qu'il remporte les titres de recrue de l'année de la ligue et de joueur par excellence de la coupe Grey. Pour tout le reste de la période, les Tiger-Cats ne participent à aucune autre finale de la coupe Grey, et emploient sept entraîneurs-chefs différents ; seul Jerry Williams (en) dure un certain temps avec quatre saisons de 1972 à 1975. Parmi les joueurs qui s'illustrent durant cette période, on compte Tommy Joe Coffey (en), botteur et receveur de passes, Tony Gabriel (en), qui s'illustrera surtout avec Ottawa, et Jimmy Edwards (en), joueur par excellence de la ligue en 1977.

### Les années 1980
Les Tiger-Cats, dont le propriétaire est Harold Ballard depuis 1978, entreprennent la nouvelle décennie avec une participation au match de la coupe Grey, une défaite contre Edmonton. Le quart-arrière vedette Tom Clements mène le club en 1981 et 1982, mais Ottawa les bat les deux fois en éliminatoires. En 1983, Al Bruno (en) est nommé entraîneur-chef après avoir été entraîneur adjoint une douzaine d'années plus tôt. Il reste en poste huit saisons. Cette année-là, les Ticats se rendent encore une fois à la coupe Grey, mais sont battus par Winnipeg auxquels ils ont échangé Clements l'année précédente. Les Tiger-Cats participent encore trois fois au match de la coupe Grey durant la décennie : en 1985, menée par Ken Hobart au poste de quart-arrière, ils sont défaits par la Colombie-Britannique, mais l'année suivante ils remportent la coupe en défaisant Edmonton 39 à 15. Enfin, en 1989, ils affrontent la Saskatchewan en finale mais sont battus 43-40.
Durant toute la décennie, le receveur de passes Rocky DiPietro (en) et le botteur Bernie Ruoff (en) sont deux joueurs emblématiques du club, le premier étant choisi deux fois comme meilleur joueur canadien de la ligue, et le second deux fois nommé sur l'équipe d'étoiles de la ligue.

### Années 1990: départ difficile, belle fin
Pour les Tiger-Cats, les années 1990 sont marquées par des difficultés financières et des problèmes sur le terrain. La stabilité au poste de quart-arrière est un souci, même si l'équipe se rend en finale de sa division en 1992 et 1993. Peu de vedettes se démarquent dans cette première partie de décennie, sauf peut-être le receveur de passes Earl Winfield (en) et le botteur à la longue carrière Paul Osbaldiston (en). Quatre entraîneurs-chefs se succèdent jusqu'à l'arrivée de Ron Lancaster (en) en 1998, celui-ci remettant les Tiger-Cats sur la voie du succès. Le duo passeur-receveur composé de Danny McManus et Darren Flutie (en) fait des ravages, tout comme les courses de Ronald Williams (en) et les exploits défensifs de Orlondo Steinauer (en) et Joe Montford (en), propulsant les Tiger-Cats à deux finales de la coupe Grey en fin de décennie. Ils perdent contre Calgary en 1998 mais les vainquent l'année suivante, dans ce qui est à ce jour leur dernière conquête de la coupe Grey.

### Années 2000
La nouvelle décennie n'est pas facile pour les Tiger-Cats. Après avoir atteint la finale de division en 2001, ils entament une suite de sept saisons de misère, n'étant qualifiés pour les éliminatoires qu'en 2004. En 2003, l'homme d'affaires natif de Hamilton Bob Young achète l'équipe. Il la remet sur les rails financièrement et l'assistance aux matchs augmente, mais il faut plusieurs années pour que les succès sur le terrain soient au rendez-vous. En 2003 les Tiger-Cats viennent près de subir l'humiliation d'une saison sans victoire alors qu'ils arrachent leur seul gain de l'année 27-24 en prolongation. Ron Lancaster cède alors sa place d'entraîneur-chef à Greg Marshall (en), mais les résultats ne s'améliorent guère. Ce n'est qu'en 2009 que les Tiger-Cats peuvent de nouveau participer aux éliminatoires, et deux ans plus tard qu'ils gagnent un match post-saison, le premier depuis 2001.

### Années 2010
Les années 2010 sont marquées d'une part par un plus grand succès sur le terrain avec trois participations à la finale de la coupe Grey, et par l'ouverture du nouveau stade des Tiger-Cats, le stade Tim Hortons. La première partie de la décennie voit les quarts-arrières Kevin Glenn (en) (2009-2011) et Henry Burris (2012-2013) donner plus de mordant à l'attaque des Ticats. En 2013, ils s'inclinent en match de coupe Grey contre la Saskatchewan. Puis en 2014, Zach Collaros entreprend la première de trois saisons comme quart-arrière partant, menant l'équipe au match de la coupe Grey en 2014, où ils perdent contre Calgary. Les saisons 2015 à 2018 sont plutôt moyennes, mais en 2019, les Tiger-Cats obtiennent la meilleure fiche de la LCF avec 15 victoires contre 3 défaites. Entraînés par leur ancien demi défensif Orlondo Steinauer (en) et menés à l'attaque par Dane Evans et Brandon Banks, les Tiger-Cats se rendent à la coupe Grey mais sont défaits par les Blue Bombers de Winnipeg.

### Années 2020
En 2021, une saison raccourcie par la pandémie de covid-19, les Tiger-Cats atteignent la finale de la coupe Grey mais sont défaits par Winnipeg pour la deuxième fois de suite. Les saisons suivantes sont plutôt moyennes, et Steinauer est remplacé comme entraîneur-chef par l'expérimenté Scott Milanovich après la saison 2023. Malgré ce changement, en  2024 les Tiger-Cats terminent au dernier rang de leur division pour la première fois depuis 2012. Le receveur de passes Tim White (en) est le meilleur joueur offensif du club au début de la décennie. Au poste de quart-arrière, après le départ de Jeremiah Masoli pour Ottawa en 2022, Dane Evans, Taylor Powell (en) et le vétéran Bo Levi Mitchell se succèdent.

## Stade
Les Tiger-Cats jouent depuis 2014 au stade Tim Hortons.